# 알렉상드르 뒤마 피스
알렉상드르 뒤마 피스(Alexandre Dumas fils, 1824년 7월 27일 ~ 1895년 11월 27일)는 19세기 프랑스의 소설가, 극작가다. ‘피스(fils)’는 ‘아들’이란 뜻으로, 《몬테크리스토 백작》을 쓴 아버지 알렉상드르 뒤마와 구분하기 위해 붙은 이름이다.

## 생애
파리에서 태어나 사교적인 생활을 보낸 후, 소설 <춘희>로 문단에서 인정받았다. 뒤에 이를 희곡으로 개작하여 상연하였으며 크게 성공을 거두고 이후 극작가로서 활약하였다. 1850년부터 극계를 지도하였으며, 그 때까지의 양식을 벗어날 새로운 길을 발견하고 개발에 힘써 프랑스 근대극을 개척하였고, 솔직하며 정열적인 관찰의 눈으로 작품을 썼다. 그 밖의 작품으로 <사생아> <금전 문제> 등이 있다.

## 작품세계
초기 작품에는 낭만적인 색채가 짙으나, 점차 사실적인 경향을 취하였으며, <춘희>에서도 현실감 있는 풍속 묘사가 하나의 성공 원인이 되었다.

## 작품 목록

### 저서
- La dame aux camélias (춘희 1848)
- L'affaire Clemenceau (클레망소 사건, 1867)

## 희곡
- Atala (1848)
- La Dame aux camélias (1852)
- Diane de Lys (1853)
- Le Bijou de la reine (1855)
- Le Demi-monde (1855)
- La Question d'argent (1857)
- Le Fils naturel (The Illegitimate Son or The Natural Son, 1858)
- Un Père prodigue (1859)
- Un Mariage dans un chapeau (1859) coll. Vivier
- L'Ami des femmes (1864)
- Le Supplice d'une femme (1865) coll. Emile de Girardin
- Heloise Paranquet (1866) coll. Durentin
- Les Idees de Madame Aubray (1867)
- Le Filleul de Pompignac (1869) coll. Francois
- Une Visite de noces (1871)
- La Princesse Georges (1871)
- La Femme de Claude (1873)
- Monsieur Alphonse (1873)
- L'étrangère (1876)
- Les Danicheff (1876) coll. de Corvin
- La Comtesse Romani (1876) coll. Gustave Fould
- La Princesse de Bagdad (1881)
- Denise (1885)
- Francillon (1887)

### 오페라
- 베르디의 라 트라비아타 가 뒤마의 소설La dame aux camélias을 기초로 하였다.

## 같이 보기
- 친생자